# Письменный, Иван Алексеевич
Иван Алексеевич Письменный (10 апреля 1925 — 14 апреля 11.4.1944) — младший сержант Рабоче-крестьянской Красной Армии, участник Великой Отечественной войны, Герой Советского Союза (1944).

## Биография
Иван Письменный родился в 1925 году на хуторе Гирлы (ныне — Родина Героя Ольховатского района Воронежской области). Окончил восемь классов школы. Война застала его в Россоши. В оккупации он помогал раненным бойцам перебираться за линию фронта, снабжал одеждой и первым необходимым, держал связь с подпольной группой, снабжал оружием партизан. В 1943 году Письменный был призван на службу в Рабоче-крестьянскую Красную Армию. С мая того же года — на фронтах Великой Отечественной войны.
К апрелю 1944 года младший сержант Иван Письменный командовал пулемётным расчётом 682-го стрелкового полка 202-й стрелковой дивизии 27-й армии 2-го Украинского фронта. Отличился во время освобождения Румынии. 14 апреля 1944 года расчёт Письменного в районе села Тотоусчий Ясского уезда отразил контратаку вражеских войск, нанеся им большие потери. В разгар боя, оставшись единственным в строю из всего расчёта, Письменный продолжал сражаться в одиночку, пока не погиб. Похоронен в Тотоусчем.
Указом Президиума Верховного Совета СССР от 13 сентября 1944 года младший сержант Иван Письменный посмертно был удостоен высокого звания Героя Советского Союза. Также был награждён орденом Ленина и рядом медалей.

Бюст в Ольховатке

В честь Письменного переименован его родной хутор, установлены бюсты в Россоши, Ольховатке и на его родине.

## Память
Бюсты героя установлены в сквере школы №25 в городе Россошь и в посёлке Ольховатка Воронежской области. Также в Россоше и Ольховатке установлены мемориальные доски. 